# Derā Pey
Derā Pey (persiska: دَراپِی, درا پی) är en ort i Iran.   Den ligger i provinsen Alborz, i den norra delen av landet, 60 km nordväst om huvudstaden Teheran. Derā Pey ligger 2 442 meter över havet och antalet invånare är 144.
Terrängen runt Derā Pey är bergig åt sydost, men åt nordväst är den kuperad. Derā Pey ligger nere i en dal. Runt Derā Pey är det mycket tätbefolkat, med 1 056 invånare per kvadratkilometer. Närmaste större samhälle är Nārīān, 10,3 km nordväst om Derā Pey. Trakten runt Derā Pey består i huvudsak av gräsmarker.